# Selección femenina de fútbol de Benín
La selección femenina de fútbol de Benín es el equipo representativo de dicho país en las competiciones oficiales de fútbol femenino. Su organización está a cargo de la Federación Beninesa de Fútbol la cual es miembro de la Confederación Africana de Fútbol (CAF).

## Historia

### Campeonato Femenino Africano de 2006
La selección de fútbol de Benín jugó su primer partido frente a Malaui el 19 de febrero de 2006, por las clasificatorias al campeonato femenino africano de fútbol que se jugó en Nigeria. Benín ganó el encuentro con un marcador de 1 a 0.  El partido de vuelta  se jugó el 26 de febrero de 2006, terminó empatado sin goles. Así Benín avanzó a la primera ronda con un marcador global de 1 a 0.
En la primera ronda, Benín fue emparejado con Costa de Marfil, empataron ambos partidos 1 a 1, por lo cual se debió jugar una prórroga, el partido continuó empatado y se debió definir por la tanda de penales, en la cual Benín salió vencedor por 4 a 3, lo que les permitió avanzar a la ronda siguiente.
En la segunda ronda Benín se enfrentó a Malí. En el partido de ida, jugado el 22 de julio de 2006, Benín perdió el partido por 3 a 1 y su único gol del partido fue anotado por Bouraïma Bathily. El partido de vuelta, jugado el 6 de agosto de 2006, finalizó 1 a 0 a favor de Malí, este fue el último partido de la selección maliense. Finalmente Malí quedó eliminado del torneo por un marcador global de 4 a 1.

### Clasificatorias a los Juegos Olímpicos de 2008
Benín fue emparejado con Namibia en la ronda preliminar para la disciplina de fútbol femenino en los Juegos Olímpicos de 2008 en China
pero antes de empezar, se retiraron.

### Campeonato Femenino Africano de 2008
Nuevamente la selección de Benín se retiró de un torneo, esta vez luego de ser emparejado con Guinea en la primera ronda de las clasificatorias al Campeonato Femenino Africano de Fútbol de 2008 que se jugó en Guinea Ecuatorial

## Estadísticas

### Copa Mundial Femenina de Fútbol
| Edición | Resultado               | Posición                | PJ                      | PG                      | PE                      | PP                      | GF                      | GC                      |
| ------- | ----------------------- | ----------------------- | ----------------------- | ----------------------- | ----------------------- | ----------------------- | ----------------------- | ----------------------- |
| 1991    | No existía la selección | No existía la selección | No existía la selección | No existía la selección | No existía la selección | No existía la selección | No existía la selección | No existía la selección |
| 1995    | No existía la selección | No existía la selección | No existía la selección | No existía la selección | No existía la selección | No existía la selección | No existía la selección | No existía la selección |
| 1999    | No existía la selección | No existía la selección | No existía la selección | No existía la selección | No existía la selección | No existía la selección | No existía la selección | No existía la selección |
| 2003    | No existía la selección | No existía la selección | No existía la selección | No existía la selección | No existía la selección | No existía la selección | No existía la selección | No existía la selección |
| 2007    | No clasificó            | No clasificó            | No clasificó            | No clasificó            | No clasificó            | No clasificó            | No clasificó            | No clasificó            |
| 2011    | No participó            | No participó            | No participó            | No participó            | No participó            | No participó            | No participó            | No participó            |
| 2015    | No participó            | No participó            | No participó            | No participó            | No participó            | No participó            | No participó            | No participó            |
| 2019    | No participó            | No participó            | No participó            | No participó            | No participó            | No participó            | No participó            | No participó            |
| 2023    | No clasificó            | No clasificó            | No clasificó            | No clasificó            | No clasificó            | No clasificó            | No clasificó            | No clasificó            |
| 2027    | Por disputarse          | Por disputarse          | Por disputarse          | Por disputarse          | Por disputarse          | Por disputarse          | Por disputarse          | Por disputarse          |
| Total   | 0/9                     | -                       | -                       | -                       | -                       | -                       | -                       | -                       |

### Copa Femenina Africana de Naciones
| Edición | Resultado                                  | Posición                                   | PJ                                         | PG                                         | PE                                         | PP                                         | GF                                         | GC                                         |
| ------- | ------------------------------------------ | ------------------------------------------ | ------------------------------------------ | ------------------------------------------ | ------------------------------------------ | ------------------------------------------ | ------------------------------------------ | ------------------------------------------ |
| 1991    | No existía la selección                    | No existía la selección                    | No existía la selección                    | No existía la selección                    | No existía la selección                    | No existía la selección                    | No existía la selección                    | No existía la selección                    |
| 1995    | No existía la selección                    | No existía la selección                    | No existía la selección                    | No existía la selección                    | No existía la selección                    | No existía la selección                    | No existía la selección                    | No existía la selección                    |
| 1998    | No existía la selección                    | No existía la selección                    | No existía la selección                    | No existía la selección                    | No existía la selección                    | No existía la selección                    | No existía la selección                    | No existía la selección                    |
| 2000    | No existía la selección                    | No existía la selección                    | No existía la selección                    | No existía la selección                    | No existía la selección                    | No existía la selección                    | No existía la selección                    | No existía la selección                    |
| 2002    | No existía la selección                    | No existía la selección                    | No existía la selección                    | No existía la selección                    | No existía la selección                    | No existía la selección                    | No existía la selección                    | No existía la selección                    |
| 2004    | No existía la selección                    | No existía la selección                    | No existía la selección                    | No existía la selección                    | No existía la selección                    | No existía la selección                    | No existía la selección                    | No existía la selección                    |
| 2006    | No clasificó                               | No clasificó                               | No clasificó                               | No clasificó                               | No clasificó                               | No clasificó                               | No clasificó                               | No clasificó                               |
| 2008    | Se retiró                                  | Se retiró                                  | Se retiró                                  | Se retiró                                  | Se retiró                                  | Se retiró                                  | Se retiró                                  | Se retiró                                  |
| 2010    | No participó                               | No participó                               | No participó                               | No participó                               | No participó                               | No participó                               | No participó                               | No participó                               |
| 2012    | No participó                               | No participó                               | No participó                               | No participó                               | No participó                               | No participó                               | No participó                               | No participó                               |
| 2014    | No participó                               | No participó                               | No participó                               | No participó                               | No participó                               | No participó                               | No participó                               | No participó                               |
| 2016    | No participó                               | No participó                               | No participó                               | No participó                               | No participó                               | No participó                               | No participó                               | No participó                               |
| 2018    | No participó                               | No participó                               | No participó                               | No participó                               | No participó                               | No participó                               | No participó                               | No participó                               |
| 2020    | Cancelado debido a la pandemia de COVID-19 | Cancelado debido a la pandemia de COVID-19 | Cancelado debido a la pandemia de COVID-19 | Cancelado debido a la pandemia de COVID-19 | Cancelado debido a la pandemia de COVID-19 | Cancelado debido a la pandemia de COVID-19 | Cancelado debido a la pandemia de COVID-19 | Cancelado debido a la pandemia de COVID-19 |
| 2022    | No clasificó                               | No clasificó                               | No clasificó                               | No clasificó                               | No clasificó                               | No clasificó                               | No clasificó                               | No clasificó                               |
| 2024    | No clasificó                               | No clasificó                               | No clasificó                               | No clasificó                               | No clasificó                               | No clasificó                               | No clasificó                               | No clasificó                               |
| Total   | 0/13                                       | -                                          | -                                          | -                                          | -                                          | -                                          | -                                          | -                                          |

## Últimos y próximos encuentros
Actualizado al último partido jugado el 31 de octubre de 2023
| Fecha      | Ciudad  | Local               | Resultado | Visitante           | Competición                      |
| ---------- | ------- | ------------------- | --------- | ------------------- | -------------------------------- |
| 14-07-2023 | Bissau  | Guinea-Bisáu        | 2:2       | Benín               | Torneo Preolímpico Femenino 2024 |
| 18-07-2023 | Cotonú  | Benín               | 3:2       | Guinea-Bisáu        | Torneo Preolímpico Femenino 2024 |
| 22-09-2023 | Kinsasa | Rep. Dem. del Congo | 2:1       | Benín               | Clas. Campeonato Femenino 2024   |
| 26-09-2023 | Cotonú  | Benín               | 1:2       | Rep. Dem. del Congo | Clas. Campeonato Femenino 2024   |
| 27-10-2023 | Cotonú  | Benín               | 0:3       | Ghana               | Torneo Preolímpico Femenino 2024 |
| 31-10-2023 | Acra    | Ghana               | 2:0       | Benín               | Torneo Preolímpico Femenino 2024 |